# Chip cầu bắc

Mô hình chip cầu bắc và chip cầu nam

Chip Cầu bắc(Northbridge chipset) hay còn gọi là Memory Controller Hub (MCH'), là một trong hai chip trong một chipset trên một bo mạch chủ của PC, chip còn lại là chip cầu nam. Thông thường thì chipset luôn được tách thành chip cầu bắc và chip cầu nam mặc dù đôi khi hai chip này được kết hợp làm một.

## Tổng quan
Chip cầu bắc đảm nhiệm việc liên lạc giữa CPU, RAM, AGP hoặc PCI Express, và Chip cầu nam. Một vài loại còn chứa chương trình điều khiển video tích hợp, hay còn gọi là Graphics and Memory Controller Hub (GMCH). Vì các bộ xử lý và RAM khác nhau yêu cầu các tín hiệu khác nhau, một chip cầu bắc chỉ làm việc với một hoặc hai loại CPU và nói chung chỉ với một loại RAM. Có một vài loại chipset hỗ trợ hai loại RAM (những loại này thường được sử dụng khi có sự thay đổi về chuẩn). Ví dụ, chip cầu bắc của chipset NVIDIA nForce2 chỉ làm việc với bộ xử lý Duron, Athlon, và Athlon XP với DDR SDRAM, chipset Intel i875 chỉ làm việc với hệ thống sử dụng bộ xử lý Pentium 4 hoặc Celeron có tốc độ lớn hơn 1.3 GHz và sử dụng DDR SDRAM, chipset Intel i915g chỉ làm việc với Intel Pentium 4 và Intel Celeron, nhưng có thể sử dụng bộ nhớ DDR hoặc DDR2

## Tầm quan trọng

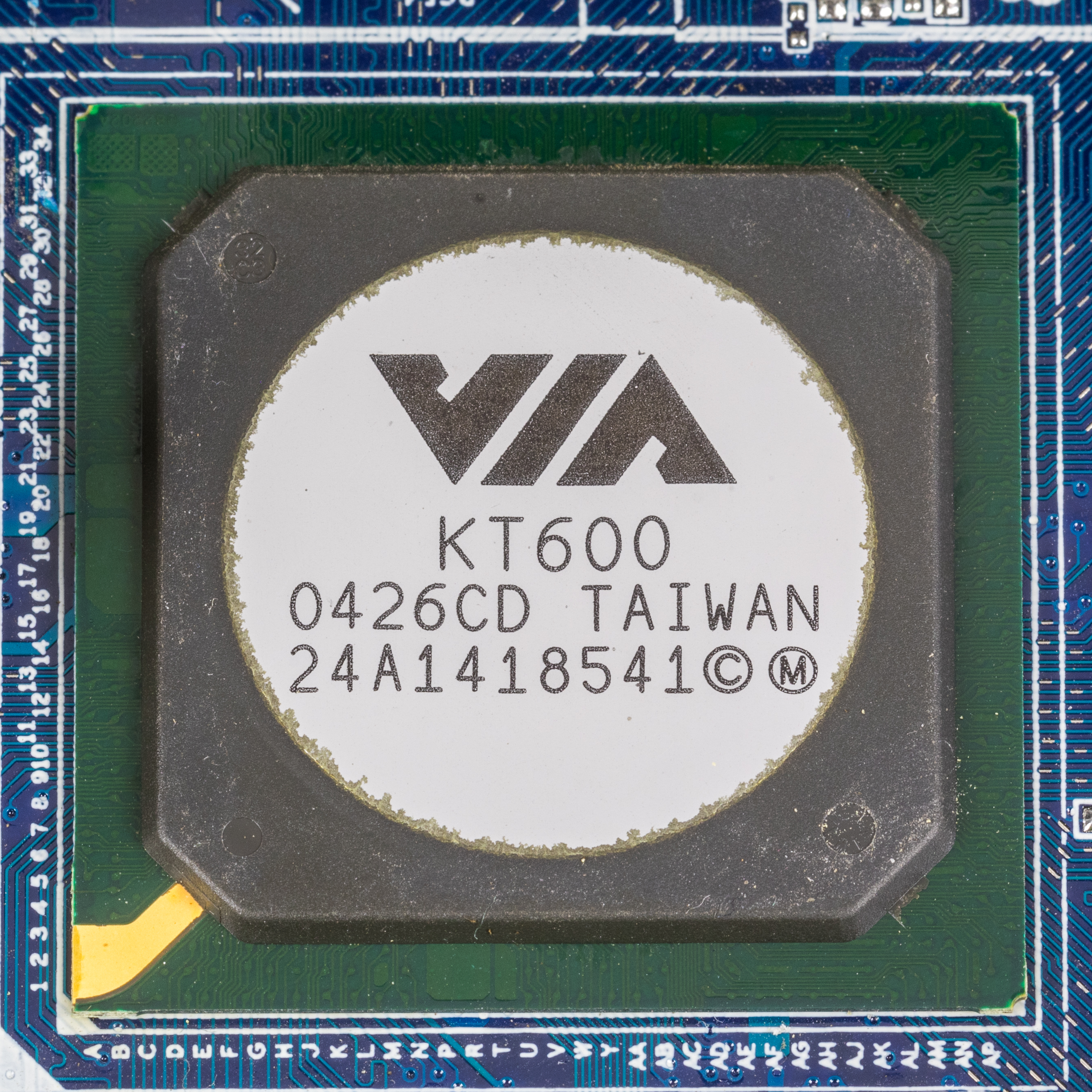
Chip cầu bắc VIA KT600 (đã bỏ bộ phận tản nhiệt)

Chip cầu bắc trên một bo mạch chủ là nhân tố rất quan trọng quyết định số lượng, tốc độ và loại CPU cũng như dung lượng, tốc độ và loại RAM có thể được sử dụng. Các nhân tố khác như điện áp và số các kết nối dùng được cũng có vai trò nhất định. Gần như tất cả các chipset ở cấp độ người dùng chỉ hỗ trợ một dòng vi xử lý với lượng RAM tối đa phụ thuộc bộ xử lý và thiết kế của bo mạch chủ. Các máy Pentium thường có giới hạn bộ nhớ là 128 MB, trong khi các máy dùng Pentium 4 có giới hạn là 4 GB. Kể từ Pentium Pro đã hỗ trợ địa chỉ bộ nhớ lớn hơn 32 bit, thường là 36 bit, do đó có thể định vị 64 GB bộ nhớ. Tuy nhiên các bo mạch chủ chỉ hỗ trợ một lượng RAM ít hơn vì các nhân tố khác (như giới hạn của hệ điều hành và giá thành của RAM).
Mỗi chip cầu bắc chỉ làm việc với một hoặc hai loại chip cầu nam. Do vậy nó đặt ra những hạn chế kỹ thuật đối với chip cầu nam và ảnh hưởng đến một số đặc tính của hệ thống.
Chip cầu bắc đóng vai trò quan trọng trong việc quyết định một máy tính có thể được kích xung đến mức nào.

## Sự phát triển gần đây
Bộ điều khiển nhớ điều khiển việc giao tiếp giữa CPU và RAM được đưa vào trong các bộ vi xử lý AMD64, Các nhà thiết kế máy tính khác như Intel, IBM đã cân nhắc sự thay đổi này cho các dòng sản phẩm của họ.
Một ví dụ cho sự thay đổi này là chipset đơn NVIDIA's nForce cho hệ thống AMD64. Nó kết hợp tất cả các đặc tính một Cầu Bắc thông thường (computing) với một cổng tăng tốc đồ họa (Accelerated Graphics Port_AGP) và nối trực tiếp tới CPU. Trên các bo mạch nForce4 chúng được xem như MCP (Media Communications Processor - Bộ xử lý giao tiếp đa phương tiện).
Trong tương lai, một giải pháp cho System-on-chip|SOC/Single Chip sẽ luôn phổ thông hơn do đòi hỏi giảm thiểu các thành phần khi lắp ráp. Tuy nhiên các chíp lớn có thể làm giảm tính đa dụng của giải pháp và làm tăng tính phức tạp cũng như số lượng chân. Điều dự đoán này tại thời điểm hiện tại không quan trọng lắm vì gần đây có rất nhiều loại bus tốc độ cao (PCIe, SATA) có thể lập trình nguyên bản hoặc cao hơn.Điều này giống như đem việc thực hiện chuẩn kết nối thông qua một bus chuẩn (có thể là PCIe), loại bus có thể được kết hợp, thành một bộ điều khiển siêu vào-ra (Super I/O).